# Palm Springs North
Palm Springs North es un lugar designado por el censo ubicado en el condado de Miami-Dade en el estado estadounidense de Florida. En el Censo de 2010 tenía una población de 5.253 habitantes y una densidad poblacional de 2.028,19 personas por km².

## Geografía
Palm Springs North se encuentra ubicado en las coordenadas 25°56′3″N 80°19′52″O / 25.93417, -80.33111. Según la Oficina del Censo de los Estados Unidos, Palm Springs North tiene una superficie total de 2.59 km², de la cual 2.06 km² corresponden a tierra firme y (20.5%) 0.53 km² es agua.

## Demografía
Según el censo de 2010, había 5.253 personas residiendo en Palm Springs North. La densidad de población era de 2.028,19 hab./km². De los 5.253 habitantes, Palm Springs North estaba compuesto por el 95.22% blancos, el 1.35% eran afroamericanos, el 0.11% eran amerindios, el 0.46% eran asiáticos, el 0.02% eran isleños del Pacífico, el 1.73% eran de otras razas y el 1.1% pertenecían a dos o más razas. Del total de la población el 77.65% eran hispanos o latinos de cualquier raza.